# Ioan Mihețiu
Ioan Gheorghe Mihețiu (n. 15 noiembrie 1946, Roșia Montană – d. 4 iunie 2015) a fost un medic neurolog și politician român, membru al Parlamentului României ales pe listele PD. Ioan Gheorghe Mihețiu a fost validat ca senator pe data de 30 iunie 2008, când l-a înlocuit pe senatorul Gheorghe Flutur.